# Монтефельтро
Монтефельтро (Montefeltro) — итальянский феодальный род из одноимённой области в Марке, центром которой был город Монс-Феретри, позднее переименованный в Сан-Лео. С XIII по XVI века они правили городом Урбино и его окрестностями.

## Средние века
Монтефельтро закрепились в Урбино к 1234 году и на протяжении последующих полутора столетий твёрдо держались стороны императора (гибеллинская партия). Данте упоминает Гвидо да Монтефельтро, который противостоял папам в Романье и Тоскане, пока в 1295 г. не примирился с Бонифацием VIII и не ушёл в монашество. Его сын Федериго был убит в 1322 г. мятежниками. Сын Федериго, Нольфо, провёл всю жизнь в попытках отвоевать Урбино у папства.
В 1377 г. Урбино вернулся к внуку Нольфо — Антонио II да Монтефельтро (ум. 1403). Благодаря дружественным отношениям с папами этот последний расширил владения Монтефельтро до адриатического побережья. Его сын Гвидантонио (ум. 1443) укрепил союз с папами браком с римлянкой из рода Колонна. Папская поддержка понадобилась ему в борьбе с семейством Малатеста из Римини за верховенство в Марке.

## Ренессанс

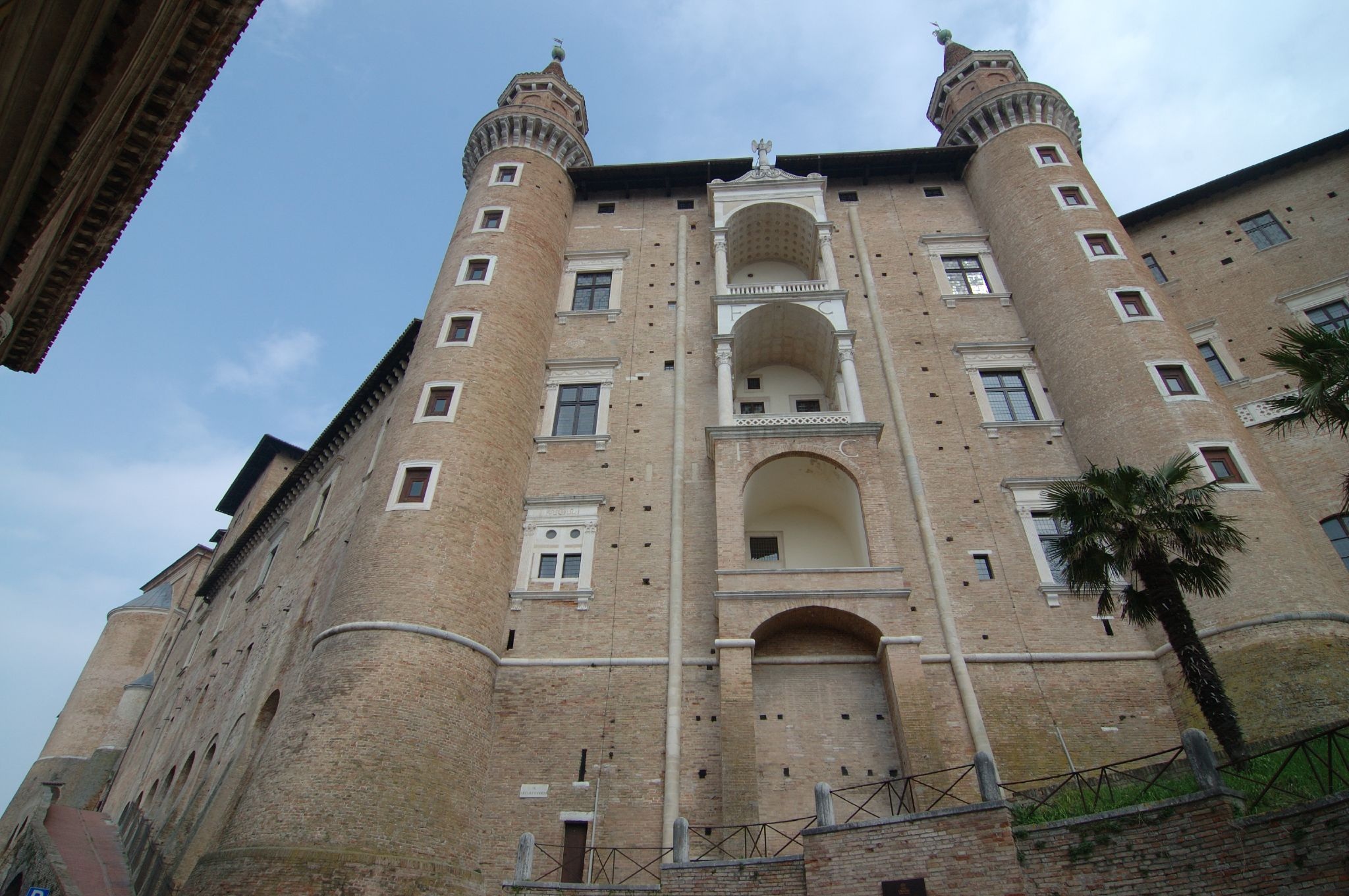
Замок герцогов Урбинских — памятник Всемирного наследия

Федериго да Монтефельтро (1422—1482) — внебрачный сын и наследник Гвидантонио — выдающийся полководец, самая примечательная личность среди Монтефельтро. В 1474 г. папа Сикст IV возвёл для него Урбино в степень герцогства. В разное время он воевал с Малатеста и с папами, а на службе у Лоренцо Великолепного подавил восстание в Вольтерре. Он выстроил величественный замок герцогов Урбинских и собрал богатую библиотеку.
Сын Федериго, Гвидобальдо да Монтефельтро, не сумел поладить с папой Борджиа и был изгнан из владений предков сыном папы, Чезаре Борджиа, который узурпировал и герцогский титул. При Юлии II он вернулся на престол, но, не имея наследников мужского пола, усыновил племянника Франческо Мария делла Ровере (который приходился племянником также и папе Юлию). После его смерти герцогство Урбинское перешло к дела Ровере (род). Учтивый двор Гвидобальдо обессмертил Бальдассаре Кастильоне в своих диалогах «О придворном».